# Hester Stanhope

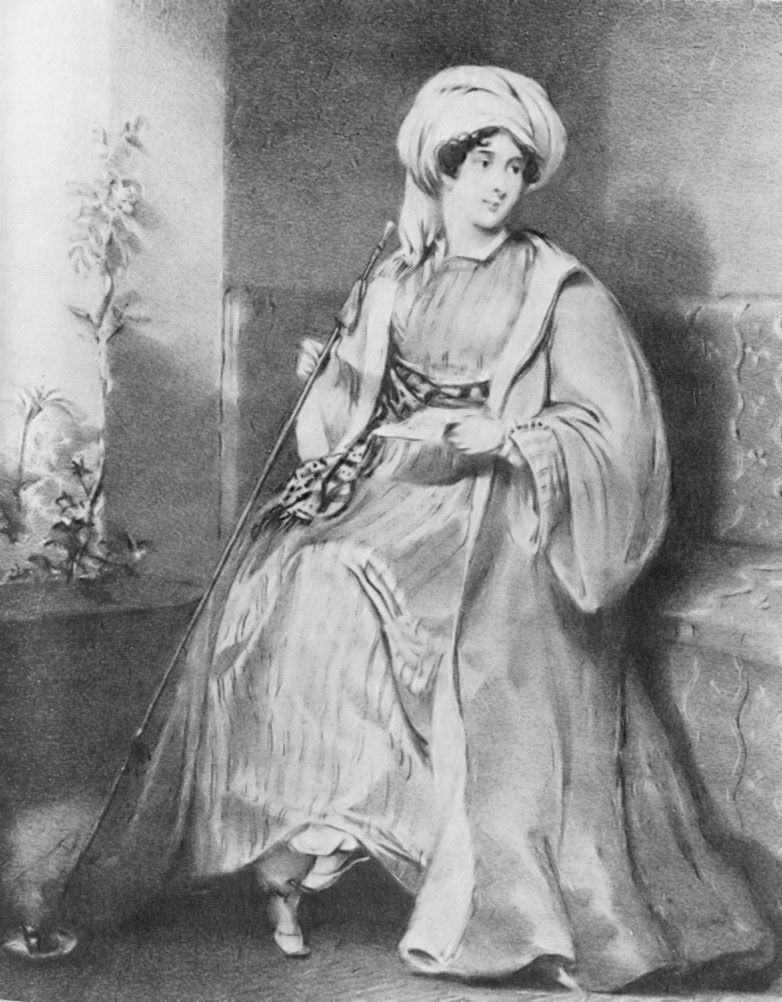
Hester Stanhope

Lady Hester Lucy Stanhope (* 12. März 1776 in Kent; † 23. Juni 1839) war eine Abenteurerin. Sie herrschte über ein lokales „Reich“ in den Drusenbergen des Libanon.

## Leben
Hester Stanhope war die älteste Tochter des liberalen Politikers und Erfinders Charles Stanhope, 3. Earl Stanhope, aus dessen erster Ehe mit Lady Hester Pitt. Als Tochter eines Earls führte sie ab 1786 das Höflichkeitsprädikat Lady. Ihr Großvater mütterlicherseits war William Pitt, 1. Earl of Chatham, ihr Onkel der britische Premierminister William Pitt der Jüngere, bei dem sie später Haushälterin war. Vom Vater, so sagt man, hatte sie ihren scharfen Intellekt und ihren Geschmack für Exzentrik, in der Downing Street lernte sie Macht und Intrigen kennen.
Als sie nach dem frühen Tode Pitts 1806 ihre herausgehobene Stellung verlor, mochte sie all das nicht mehr missen und zog als eine der Abenteurerinnen der frühen Neuzeit in den Osten. Im Libanon, wo sie von 1810 an in einem verlassenen Bergkloster bis zu ihrem Tod, also für fast drei Jahrzehnte, herrschte und hauste, wurde sie zu Europas „Königin der Wüste“ und zur „Mystery Lady of the Orient“.
Sie war die erste westliche Frau, die Palmyra betrat und sich von den Beduinenstämmen als neue Zenobia feiern ließ. Auf ihrem befestigten Sitz bei Joun nahe Sidon, dessen Reste noch heute „Deir es Sitt“ (Brunnen der Herrin) genannt werden, intrigierte sie gegen Emir Bashir II., die Hohe Pforte in Konstantinopel, den Gouverneur von Tripoli, Mustafa Babar Agha, und die verschiedensten Drusenfraktionen.
Nach und nach baute sie das alte Kloster von Joun um, befestigte es neu, pflanzte einen exotischen Garten und die seltensten Bäume. Das Wasser dafür musste eine Stunde Wegs den Berg hinaufgeschleppt werden. Inmitten von pseudoorientalischem Prunk und 24 Katzen, von denen sie je zwei einem Tierkreiszeichen zuordnete, empfing sie von Zeit zu Zeit europäische Globetrotter, darunter Alphonse de Lamartine und Hermann von Pückler-Muskau. Ein napoleonischer Offizier wurde ihr Favorit. In ihrem Stall standen edle Pferde, darunter ein weißes Fohlen, auf dem sie in Jerusalem einzureiten gedachte. Räuberhäuptlinge betraten nächtens und durch die Fluchtpforte ihr Anwesen mit geheimen Botschaften, ganze Bergstämme suchten hinter ihren Mauern Schutz. Sie brandschatzte einmal ein Dorf, dabei sollen Dutzende von Einwohnern ums Leben gekommen sein. Die englische Gesellschaftspresse verfolgte und druckte ihre Eskapaden. Doch sie wurde nicht nur zunehmend abgehobener, sondern auch krank und schwach. Zudem hatte sie sich hoffnungslos überschuldet. Nach und nach verkaufte sie ihr Inventar und musste ihre Bediensteten entlassen. Sie starb einsam. Der englische Konsul, der auf die Nachricht hin von Beirut hergereist kam, fand den Platz verlassen und Lady Hester mit nichts als ihrem Schmuck auf dem Leib. Er ließ sie in der Nähe unter Maulbeer-Feigen begraben.

## Bibliografie
- Ihr Leibarzt Charles Meryon schrieb 1845 ihre „Memoiren“ (Memoirs of the Lady Hester Stanhope. London, H. Colburn 1845) archive.org.
- Fürst Pückler beschreibt in seinen Schriften einen Besuch bei der Deir es Sitt.
- In André Maurois’ Byron-Biografie taucht sie auf.
- Colin Thubron schreibt von ihr in einem Libanon-Reiseführer.
- Lytton Strachey widmet ihr in Books and Characters, French & English (London 1922) ein Kapitel; gutenberg.org – auf Deutsch enthalten in: Lytton Strachey: Das Leben, ein Irrtum. Acht Exzentriker. Verlag Klaus Wagenbach, Berlin 1999, ISBN 3-8031-1186-2. S. 58–71.
- Arno Schmidt schildert Stanhopes Leben in seinem letzten Roman Julia, oder die Gemälde (Haffmans Verlag, Zürich 1992, S. 71 f.) und charakterisiert auf diese Weise seine Protagonistin Sheila.

1995 wurde bei der BBC ein TV-Film über ihr Leben gedreht: Queen of the East, mit Jennifer Saunders als Hester Stanhope.